# 용현로 (고양시)
용현로(Yonghyeon-ro)는 경기도 고양시 덕양구 행신동에 있는 고양시도로, 총 연장은 683 m이다. 또한 도로명은 고유지명을 도로명에 적용한 것에서 유래되었다.

## 노선 정보
- 총 연장 : 0.683 km
- 기점 : 경기도 고양시 덕양구 행신동 766-2대 (소원로와 교차)
- 종점 : 경기도 고양시 덕양구 행신동 739-8대 (행신로와 교차)

## 지리

### 통과하는 지자체
- 고양시
  - 덕양구 (행신동)

### 접촉하는 도로
- 소원로
- 충경로
- 행신로 (고양시도 제96호선)

### 주변에 있는 시설
- 무원마을5단지쌍용한진아파트
- 불교전법대학
- 에버그린오피스텔
- 노브랜드 버거 고양행신점
- 행신제6공영주차장
- 행신제5공영주차장
- 크로스핏손오공 행신점
- 무원마을3단지동신아파트
  - 즐거운어린이집 (302동 101호)
- 송악모노빌오피스텔
- 풍물옹심이메밀칼국수 행신점
- 별바람
- 행신프라자
- GS25 행신중앙점
- 차장공원
- 반석지역아동센터
- 용마루공원
- 고양시치매노인주간보호센터
- 행신교회
- 고양시여성회관 아이러브맘카페
- 행신그린어린이집
- 행신현대카센타
- 피자에땅 행신점
- 애니카랜드 행신점
- 후룡
- 다니당
- 나로서의나
- GS25 덕양용현로점
- 예수인교회

## 철도 연계역
- 수도권 전철 경의·중앙선 : 행신역